# Margarita von Griechenland

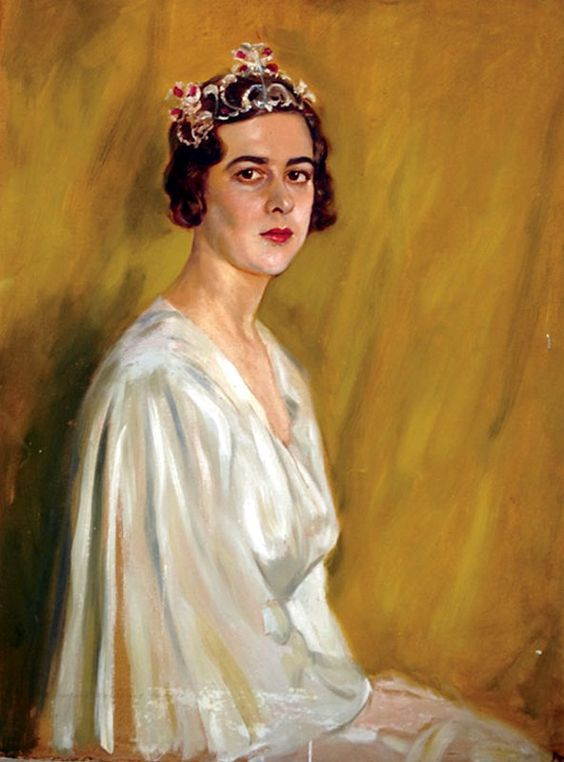
Margarita von Griechenland (Porträt von Philip Alexius de László, 1928)

Prinzessin Margarita von Griechenland und Dänemark (* 18. April 1905 in Athen; † 24. April 1981 in Bad Wiessee, Bayern) war ein Mitglied des Hauses Schleswig-Holstein-Sonderburg-Glücksburg.

## Eltern
Margarita war die älteste Tochter des Prinzen Andreas von Griechenland und Dänemark (* 1882, † 1944) und dessen Gemahlin Alice von Battenberg (* 1885, † 1969), sowie die Enkelin väterlicherseits von König Georg I. von Griechenland und der Großfürstin Olga Konstantinowna Romanowa, eine Nichte von Zar Alexander II. und mütterlicherseits des Prinzen Ludwig von Battenberg, später Louis Mountbatten, 1. Marquess of Milford Haven, und Prinzessin Viktoria von Hessen-Darmstadt und bei Rhein, die eine Enkelin von Königin Victoria ist.

## Geschwister
- Theodora (1906–1969) ⚭ 1931 Berthold von Baden
- Cecilia (1911–1937 bei einem Flugunfall) ⚭ 1931 Georg Donatus von Hessen-Darmstadt
- Sophie (1914–2001)

⚭ 1930 Christoph Prinz von Hessen
⚭ 1946 Georg Wilhelm von Hannover
- Philip, Duke of Edinburgh (1921–2021) ⚭ 1947 Königin Elisabeth II.

## Ehe und Nachkommen

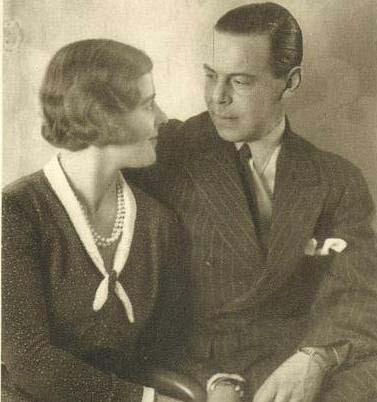
Margarita und ihr Ehemann Gottfried zu Hohenlohe-Langenburg

Margarita heiratete am 20. April 1931 in Langenburg Gottfried zu Hohenlohe-Langenburg (1897–1960), Sohn des Fürsten Ernst Wilhelm von Hohenlohe-Langenburg und dessen Gemahlin Alexandra Louise Olga Victoria von Sachsen-Coburg und Gotha, genannt Sandra, Tochter von Herzog Alfred von Sachsen-Coburg und Gotha, Prinz von Großbritannien und Irland, und der Großfürstin Maria Alexandrowna Romanow, Tochter von Zar Alexander II.
Aus der Ehe gingen folgende Kinder hervor:
- Kraft Alexander (1935–2004)

⚭ 1965–1990 Charlotte Alexandra Prinzessin von Croy
⚭ 1992 Irma Pospesch
- Beatrice Alice Marie Melita (1936–1997), unverheiratet
- Andreas Heinrich (1938–2021) ⚭ 1968 Luise Pauline von Schönburg-Waldenburg
- Ruprecht Sigismund (1944–1978), unverheiratet
- Albrecht Wolfgang (1944–1992) ⚭ 1976 Maria-Hildegard Fischer

## Nachlass
Die Nachlässe von Prinzessin Margarita (einschließlich Familienkorrespondenz und Fotos) werden im Hohenlohe-Langenburg Familienarchiv (Nachlass Fürstin Margarita, HZAN La 148) aufbewahrt, das sich im Hohenlohe-Zentralarchiv Neuenstein im Schloss Neuenstein befindet (Neuenstein (Hohenlohe), Baden-Württemberg).